# Jonatan Bartoletti
Jonatan Bartoletti detto Scompiglio (Pistoia, 30 aprile 1981) è un fantino italiano.

## Carriera
Fantino con trenta esperienze al Palio di Siena, può tuttavia vantare il primato (condiviso con soli nove fantini nell'ultimo secolo) di aver vinto il Palio all'esordio in Piazza.
Nel 2006 partecipa al Palio di Asti con il Rione Santa Caterina e si rende protagonista nella prima batteria dove trattiene per le briglie il cavallo montato da Virginio Zedde (Lo Zedde) che correva per l'avversaria Borgo Torretta.
Il fantino della Torretta replica immediatamente nerbando l'avversario e dando vita ad un duello che si protrae fino al traguardo. All'arrivo, il Capitano del Palio Mario Vespa squalifica Torretta e Santa Caterina per trattenuta reciproca su segnalazione dei giudici di gara, suscitando le ire dei borghigiani di Torretta. A posteriori verrà stabilito che le irregolarità sono solo a carico del fantino di Santa Caterina e la squalifica al fantino Virginio Zedde sarà revocata mentre a Bartoletti verranno inflitti 3 anni di squalifica.
A Siena lega la sua presenza al Palio alla Contrada del Leocorno, per la quale ha corso i suoi primi due palii. Nel 2007, a cavallo del baio Brento (ironia della sorte: Scompiglio esordiente e Brento il cavallo più anziano della corsa), è balzato in testa dopo la prima curva di San Martino superando la Giraffa, ed ha mantenuto con autorità la prima posizione fino alla fine della corsa.
Non si ripete con il cavallo Iada nel luglio 2008: nonostante una buona partenza, non riesce a rimontare sulle prime contrade.
Il 16 agosto 2008 ha corso invece con la Contrada del Drago, ed è stato protagonista di una sfortunata caduta alla prima curva del Casato dopo una partenza bruciante, che lo aveva visto rimontare dalla posizione di rincorsa sino ai primi posti. Poi lo scosso del Drago (Fedora Saura, già vincitrice nel 2007 con l'Oca) non è riuscito a tenere la prima posizione.
Nel 2009 corre il Palio del 2 luglio per i colori della Pantera con Elfo di Montalbo, senza successo.
Dopo ad aver saltato il palio del 16 agosto 2009, nel 2010 viene ingaggiato dalla Contrada dell'Onda per il Palio del 2 luglio. Scompiglio ed il cavallo Giove Deus fanno ben sperare il popolo dell'Onda, che li vede sfilare in prima posizione per due giri; tuttavia la Selva prende la testa all'inizio dell'ultimo giro, e vince il Palio. Dopo la mancata vittoria di luglio, Scompiglio torna ancora nell'Onda con il cavallo esordiente Lo Specialista, senza però riuscire a lottare per la vittoria. Nello stesso anno partecipa nuovamente al palio di Asti per il Borgo Santa Maria Nuova. Dopo una terza batteria da manuale in cui Jonatan crea il vuoto tra lui e gli avversari, giunge terzo in finale portando al borgo di via Arò il premio degli speroni.
Il 2 luglio 2011 Scompiglio è nuovamente protagonista del Palio di Siena. La Contrada di Valdimontone gli dà la possibilità di montare nuovamente il cavallo Lo Specialista. Dopo un'ottima partenza non riesce a passare in prima posizione ed è costretto a rimanere indietro. Ad agosto dello stesso anno torna nel Leocorno, montando il promettente Ivanov. L'accoppiata lecaiola è protagonista di una partenza bruciante che la porta subito in prima posizione. Dopo un giro di testa, tuttavia, Bartoletti viene superato e giunge infine secondo.
Nel 2012 veste nuovamente il giubbetto del Drago per il Palio di luglio sulla cavalla Lampante. Nonostante l'accoppiata sia data tra le favorite, Bartoletti realizza una partenza mediocre, tentando il recupero che però lo porta solo in terza posizione. Il 16 agosto arriva la rivalsa, nella Contrada di Valdimontone, ancora una volta con Lo Specialista, poiché Jonatan vince il Palio riportando la vittoria alla Contrada, che mancava il successo da 22 anni. Nello stesso anno prosegue la scia positiva vincendo anche il Palio di Castel del Piano nella Contrada Storte, con il cavallo Istrix. In settembre torna al Palio di Asti, dove indossa per la seconda volta la gavardina del Borgo Santa Maria Nuova, senza però riuscire a vincere. 
L'anno successivo, il 2013, vede ancora una volta Scompiglio montare Lo Specialista per il Montone in occasione del Palio di luglio; nonostante una discreta corsa l’accoppiata non riesce ad imporsi. Ad agosto corre il suo quinto Palio con Lo Specialista, stavolta per i colori della Contrada della Lupa a digiuno di vittorie dal 1989. Una partenza fulminea lo proietta in testa alla corsa, ma al secondo San Martino non può arrestare la rimonta dell’Onda, che con la potente Morosita Prima e Tittìa vince il Palio.
Ad Asti, è coinvolto in un grave incidente: alla mossa della prima batteria eliminatoria, il suo cavallo Mamuthones subisce un infortunio mortale al collo. Riconosciuto colpevole dell'incidente da parte del Capitano del Palio e dei suoi magistrati, è stato squalificato per 10 anni dalla corsa astigiana.
Nell’anno 2014 lo vediamo impegnato, in Piazza del Campo, in entrambi i Palii nella Contrada della Chiocciola.
A luglio monta Porto Alabe. Il posto alto al canape e l’avversaria Tartuca di rincorsa certamente non lo favoriscono. Corre un Palio discreto senza però impensierire più di tanto chi gli sta davanti.
Ad agosto in San Marco arriva Polonski, cavallo che a luglio aveva sfiorato la vittoria per l’Aquila con Giuseppe Zedde. Anche in quest’occasione disputa una buona corsa, arrivando terzo, ma la vittoria va alla Civetta con Occolè ed Andrea Mari.
Il 2 luglio 2016 conquista la sua terza vittoria al Palio di Siena con il cavallo Preziosa Penelope per la Contrada della Lupa, la Contrada "nonna" fino a quel momento, dopo un'attesa di 27 anni. Il 16 agosto 2016, l'accoppiata Bartoletti - Preziosa Penelope centra il cappotto, portando nuovamente in trionfo i colori della Lupa. In tutta la storia del Palio di Siena, questa è la seconda volta (dopo la Tartuca nel 1933) in cui il cappotto viene centrato da una Contrada con lo stesso fantino e cavallo. L'ultimo Cappotto risaliva al 1997: quando a vincere fu la Giraffa con Giuseppe Pes (anche se, in quell'occasione, il cappotto venne effettuato con due cavalli diversi: Penna Bianca e Quarnero).
Il 2 luglio 2017 vince per la terza volta consecutiva il Palio, montando Sarbana per i colori della Giraffa. Dal 1900, è il solo fantino con Luigi Bruschelli detto Trecciolino a esserci riuscito.
Torna nella Contrada di Valdimontone il 16 agosto 2017, ritrovando Sarbana, cavalla con cui aveva vinto il Palio per la Giraffa poche settimane prima. Nonostante un'ottima partenza, l'accoppiata non riesce a bissare il successo di luglio.
Il 2 luglio 2018 corre nuovamente nella Giraffa montando il cavallo Solu Tue Due, non riuscendo però ad ottenere la vittoria, nonostante fosse riuscito per 2 giri ad insidiare la testa al Drago, che poi vincerà quella carriera con il fantino Andrea Mari detto "Brio" su Rocco Nice.
Nel Palio dell'Assunta monta nella Contrada della Pantera con il cavallo Rexy, di cui era anche l'allenatore, non riuscendo però a figurare. 
Nel Palio Straordinario del 20 ottobre 2018 corre nella Giraffa con l'esordiente Raol. Dopo una lotta serrata, la sua corsa termina al secondo Casato con una drammatica caduta che sarà fatale per il cavallo che dovette essere abbattuto. 
Nel 2 luglio 2019 torna a vestire il giubbetto della Chiocciola con la cavalla Violenta da Clodia. L'accoppiata, godendo dei favori del pronostico alla vigilia, non riesce però a trovare la vittoria, che sfuma per pochi centimetri al fotofinish a favore della Giraffa, con Giovanni Atzeni detto "Tittia" sul cavallo Tale e Quale.
Ad agosto 2019 monta nuovamente su Violenta da Clodia, toccata in sorte alla Contrada della Torre. Durante le fasi della mossa subì una pressione pesante da parte della rivale Oca, che montava Antonio Siri detto "Amsicora" su Unidos, ma nonostante tutto riuscì a partire nelle prime posizioni. Un inciampone della cavalla, senza conseguenze, alla prima curva del Casato compromise però la prestazione dell'accoppiata.
Dopo l'interruzione per la pandemia di Covid (nel 2022), ritorna per il Palio di Provenzano nella Torre con il cavallo Viso d'Angelo, sfiorando la vittoria (vinse il Drago con "Tittia " e Zio Frac); ad agosto monta nuovamente Viso d'Angelo per i colori della Chiocciola, ma, penalizzato dalla posizione di rincorsa, non riuscì a figurare.
Nel maggio del 2022, con l’ordinanza numero 25 il sindaco di Asti Maurizio Rasero ha ufficialmente riammesso il fantino nel novero dei partecipanti al Palio di Asti dopo la squalifica comminata nel 2013; corre il Palio di Asti 2022 con i colori del Comune di Montechiaro classificandosi al terzo posto nella finale.
Per il Palio di Provenzano 2023 monta per la Chiocciola, il cavallo è Anda e Bola esordiente in Piazza, sorteggiato alla posizione della rincorsa, cade alla prima curva del Casato. Ad agosto monta nuovamente Anda e Bola per la Contrada della Pantera, nonostante la presenza della rivale al canape riesce a partire nelle prime posizioni inseguendo un lanciato "Tittia" che supera (complice la caduta) al primo San Martino, controlla la corsa in testa fino al terzo giro quando, a seguito di una sferratura, il cavallo scivola alla curva di San Martino lasciando alla Contrada dell'Oca con lo scosso Zio Frac il Palio dell'Assunta 2023.
Nel settembre 2023 ritorna a correre ad Asti indossando i colori del Borgo Viatosto con cui verrà eliminato in batteria senza classificarsi per la finale.

## Presenze al Palio di Siena
| Palio           | Contrada     | Cavallo            | Note   |
| --------------- | ------------ | ------------------ | ------ |
| 16 agosto 2007  | Leocorno     | Brento             |        |
| 2 luglio 2008   | Leocorno     | Iada               |        |
| 16 agosto 2008  | Drago        | Fedora Saura       | scosso |
| 2 luglio 2009   | Pantera      | Elfo di Montalbo   |        |
| 2 luglio 2010   | Onda         | Giove Deus         |        |
| 16 agosto 2010  | Onda         | Lo Specialista     |        |
| 2 luglio 2011   | Valdimontone | Lo Specialista     |        |
| 16 agosto 2011  | Leocorno     | Ivanov             |        |
| 2 luglio 2012   | Drago        | Lampante           |        |
| 16 agosto 2012  | Valdimontone | Lo Specialista     |        |
| 2 luglio 2013   | Valdimontone | Lo Specialista     |        |
| 16 agosto 2013  | Lupa         | Lo Specialista     |        |
| 2 luglio 2014   | Chiocciola   | Porto Alabe        |        |
| 16 agosto 2014  | Chiocciola   | Polonski           |        |
| 2 luglio 2015   | Pantera      | Quintiliano        |        |
| 17 agosto 2015  | Lupa         | Mocambo            |        |
| 2 luglio 2016   | Lupa         | Preziosa Penelope  |        |
| 16 agosto 2016  | Lupa         | Preziosa Penelope  |        |
| 2 luglio 2017   | Giraffa      | Sarbana            |        |
| 16 agosto 2017  | Valdimontone | Sarbana            |        |
| 2 luglio 2018   | Giraffa      | Solu Tue Due       |        |
| 16 agosto 2018  | Pantera      | Rexy               |        |
| 20 ottobre 2018 | Giraffa      | Raol               | scosso |
| 2 luglio 2019   | Chiocciola   | Violenta da Clodia |        |
| 16 agosto 2019  | Torre        | Violenta da Clodia |        |
| 2 luglio 2022   | Torre        | Viso d'Angelo      |        |
| 17 agosto 2022  | Chiocciola   | Viso D'Angelo      |        |
| 2 luglio 2023   | Chiocciola   | Anda e Bola        | scosso |
| 16 agosto 2023  | Pantera      | Anda e Bola        | scosso |
| 4 luglio 2024   | Valdimontone | Ungaros            | scosso |
| 17 agosto 2024  | Valdimontone | Veranu             |        |
| 3 luglio 2025   | Bruco        | Viso d'Angelo      |        |
| 16 agosto 2025  | Civetta      | Benitos            |        |

## Palio di Legnano
| Palio | Contrada       | Cavallo    | Piazzamento           |
| ----- | -------------- | ---------- | --------------------- |
| 2011  | San Martino    | Sister Bug | Eliminato in batteria |
| 2015  | San Martino    | Ciuchino   | Eliminato in batteria |
| 2016  | San Magno      | Rosetta    | Eliminato in batteria |
| 2017  | San Magno      | Incastro   | Eliminato in batteria |
| 2018  | San Bernardino | Go go      | Eliminato in batteria |

## Palio di Asti
| Palio | Rione, Borgo, Comune    | Cavallo         | Piazzamento              |
| ----- | ----------------------- | --------------- | ------------------------ |
| 2005  | Rione Santa Caterina    | Olmo River      | Eliminato in batteria    |
| 2006  | Rione Santa Caterina    | Gastone         | Squalificato in batteria |
| 2010  | Borgo Santa Maria Nuova | Lupen           | 3º (Gli speroni)         |
| 2012  | Borgo Santa Maria Nuova | Visto           | 5º (Coccarda)            |
| 2013  | Borgo Santa Maria Nuova | Mamuthones      | Non partito in batteria  |
| 2022  | Comune di Montechiaro   | Zaffiro Azzurro | 3º (Gli speroni)         |
| 2023  | Borgo Viatosto          | Circe da Clodia | Eliminato in batteria    |

## Palio di Fucecchio
| Palio | Contrada                | Cavallo       | Piazzamento           | Note                                     |
| ----- | ----------------------- | ------------- | --------------------- | ---------------------------------------- |
| 2014  | Contrada San Pierino    | Nabilia Saura | Eliminato in batteria |                                          |
| 2017  | Contrada Porta Raimonda | Quisario      | Eliminato in batteria |                                          |
| 2018  | Contrada Porta Raimonda | Tidoc         | 6º posto              |                                          |
| 2019  | Contrada Porta Raimonda | La Gioconda   | N.C                   | Il cavallo si infortuna durante la corsa |
| 2021  | Contrada Porta Raimonda | Bosea         | 8º posto              |                                          |

## Galleria d'immagini

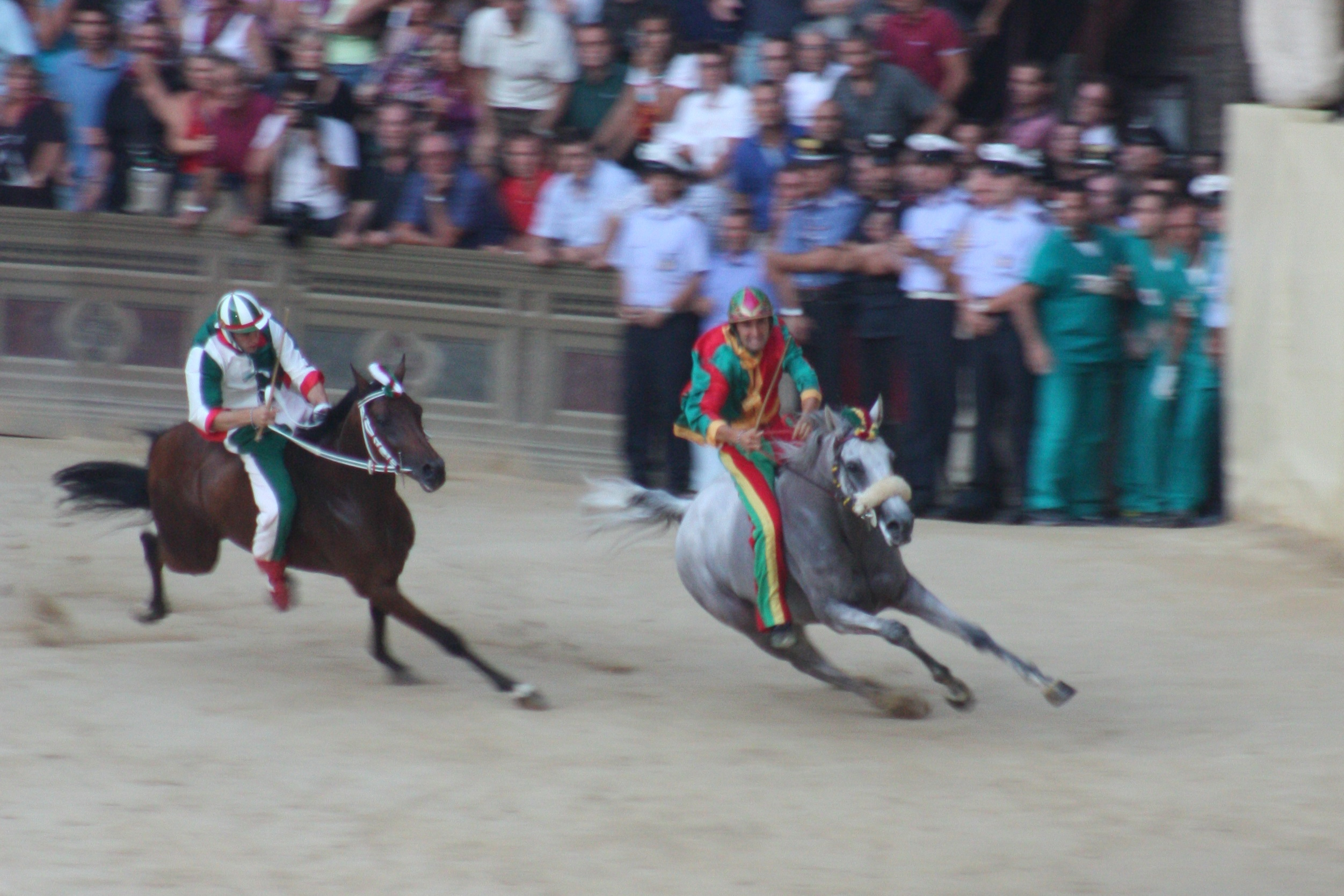
Tittìa (a sin.) insegue Scompiglio al Palio del 16 agosto 2008.
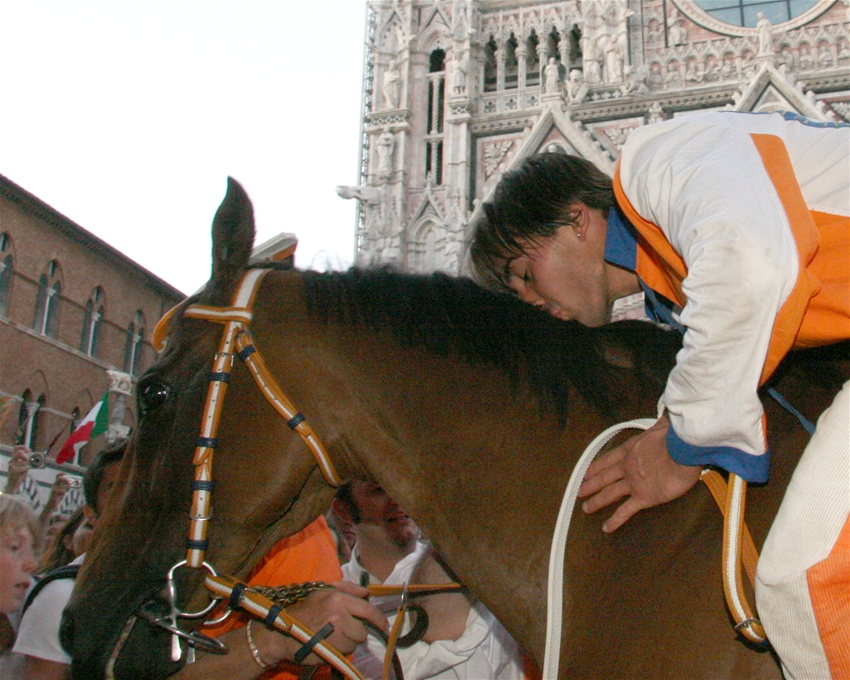
Scompiglio bacia Brento dopo la vittoria del 2007.
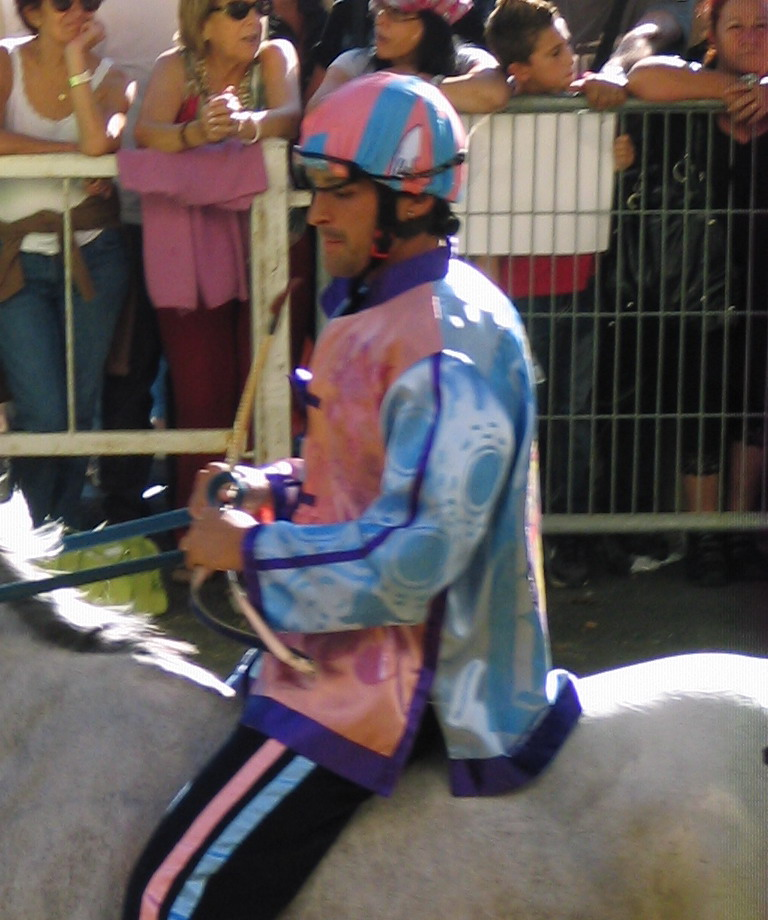
Scompiglio con la gavardina del Borgo Santa Maria Nuova al Palio di Asti 2010
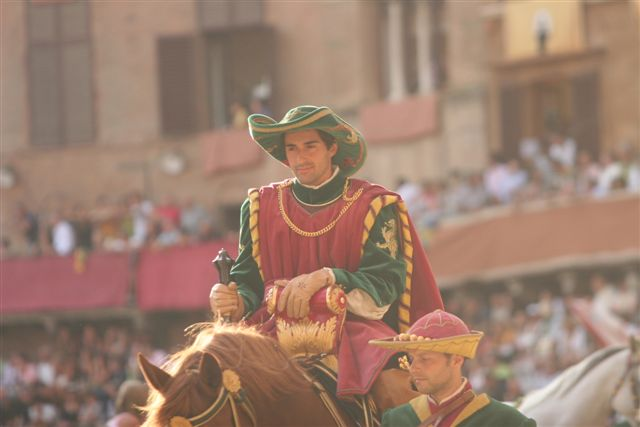
Scompiglio durante il corteo storico del Palio del 16 agosto 2008

## Riassunto delle vittorie
- Palio di Siena: 5 vittorie (2007, 2012, 2016, 2016, 2017)
- Palio di Castel del Piano: 1 vittoria (2012)